# Ídolo de Penha Tú

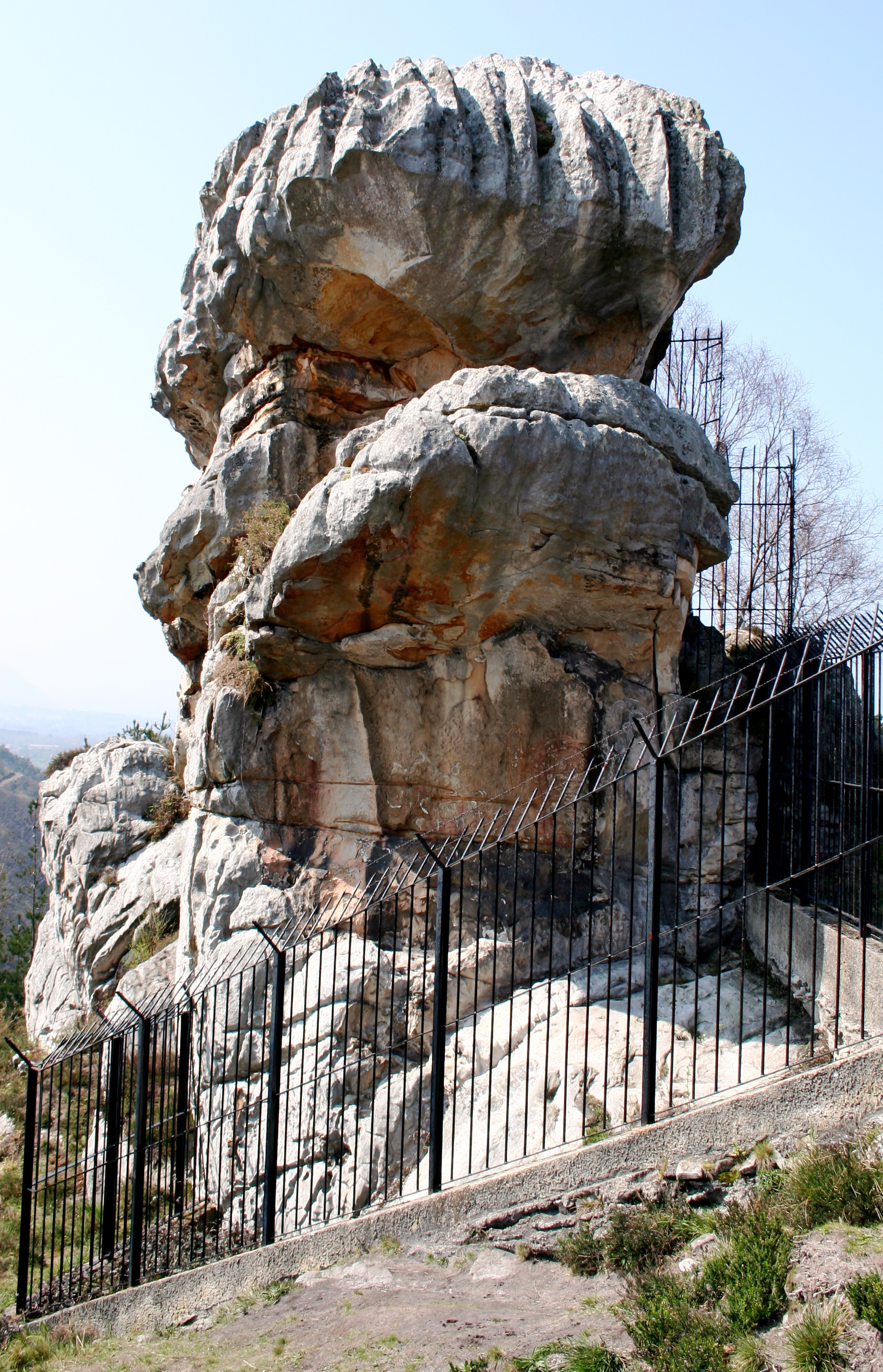
A penha Tú em onde se encontram as pinturas e gravuras pré-históricas

A Penha Tú (em língua asturiana El Peñatu) junto com o Ídolo de Penha Tú encontram-se na Serra Plana de la Borbolla,  no município de Llanes, nas Astúrias (Espanha).
O conjunto neolítico de pinturas e gravuras aparecem refletidos na face leste da penha, situação que faz que a rocha atue de abrigo natural para as pinturas, o qual possibilitou a sua conservação até aos nossos dias, preservando-a dos rigores meteorológicos.
Sendo conhecidas as pinturas desde a antiguidade pelos habitantes das povoações próximas, não foi até 1914 que se realizaram as primeiras pesquisas arqueológicas na rocha, destacando-se desde o primeiro momento a figura que dá nome ao encrave, o Ídolo.

## Pinturas

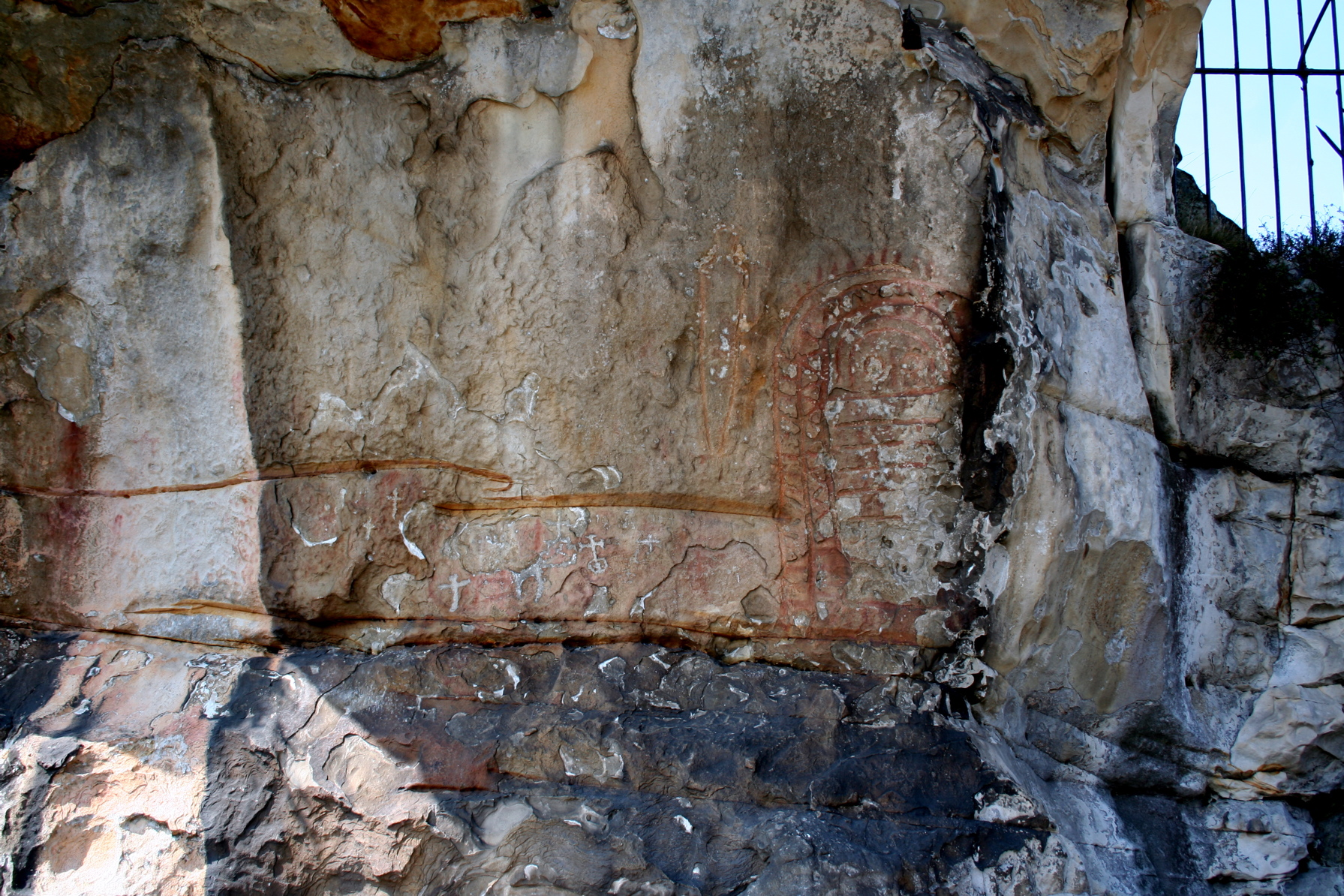
Imagem das pinturas da rocha

As pinturas estão realizadas a cor vermelha e representam, de um jeito esquemático, figuras humanas entre as quais se destaca uma que porta uma espécie de bastão. Tem diferentes pontos vermelhos, cuja interpretação é desconhecida. Neste grupo de pinturas, muitas delas atualmente quase desaparecidas ou com traços muito débeis, encontra-se a figura de um animal quadrúpede.
As pinturas entremesclam-se com diferentes cruzes gravadas na rocha, feitas à época da cristianização, possivelmente para sacralizar as figuras pagãs.

## Ídolo e punhal

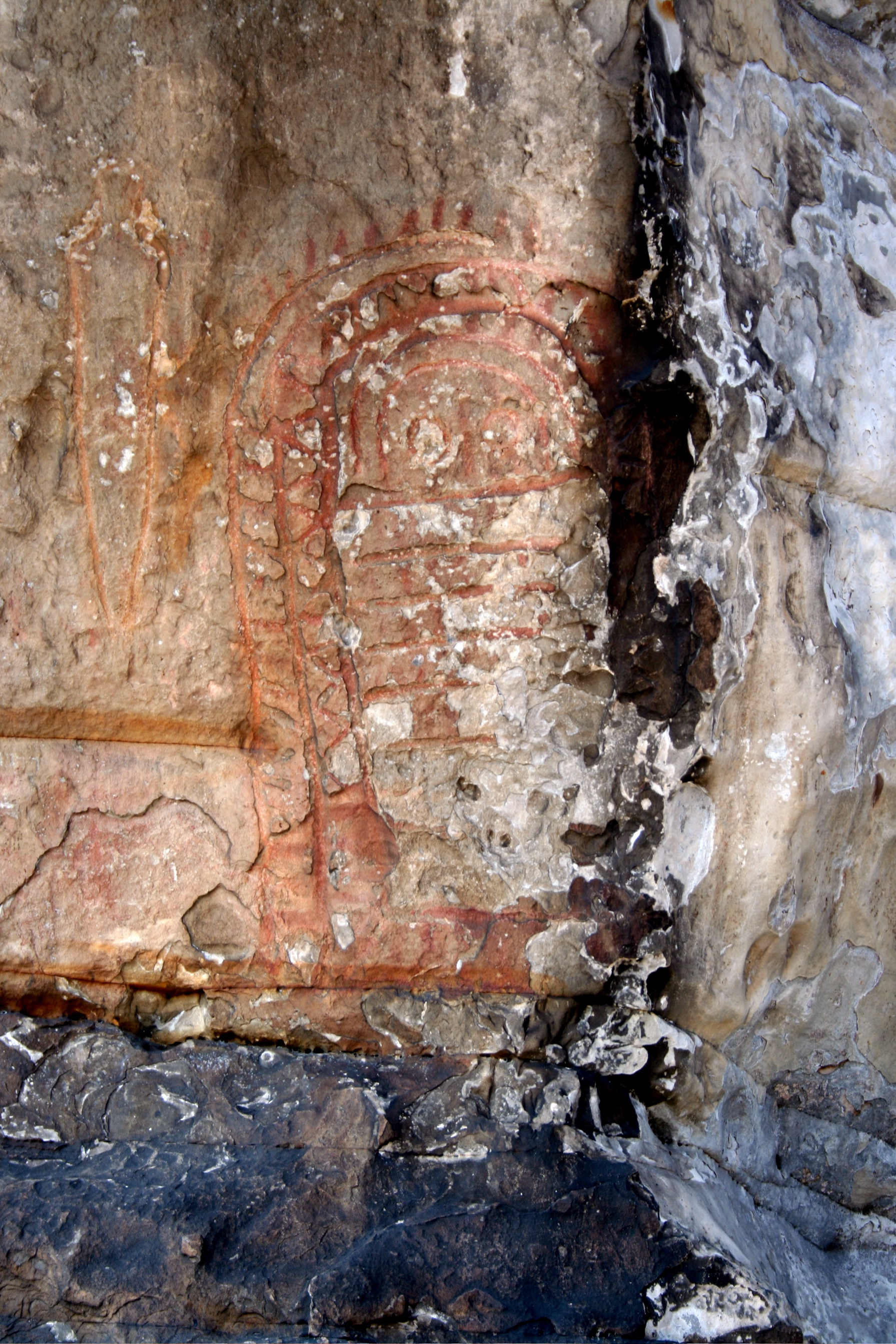
Detalhe do ídolo e do punhal.

Embora as pinturas tenham uma modesta realização, destaca-se do conjunto o Ídolo e o seu punhal. O ídolo é um exemplo extraordinário de arte, que contrasta com o restante do conjunto.
Trata-se duma figura dum metro dez centímetros de altura representando a figura antropomorfa duma pessoa envolvida com uma túnica ou uma roupagem decorada com retas, traços curtos e linhas em ziguezague. O conjunto termina com um tocado com linhas que saem dele a jeito de franjas.
Da figura humana refletem-se somente os olhos, o nariz e o pé esquerdo.
À esquerda do ídolo encontra-se desenhado um punhal para baixo. Isto parece indicar que a figura faz referência ao enterramento de um homem cujo cargo dentro da tribo seria o de grande guerreiro ou chefe. De fato, quase na base da rocha encontra-se uma cavidade que pôde ter sido usada para tal fim.
A crença de que o conjunto se trata de um monumento mortuário vê-se reforçada pela existência de uma série de túmulos pré-históricos na serra.

## Aula didática
Atualmente existe uma aula de interpretação do monumento ao começo da vereda que conduz à cima em onde se encontra a rocha.

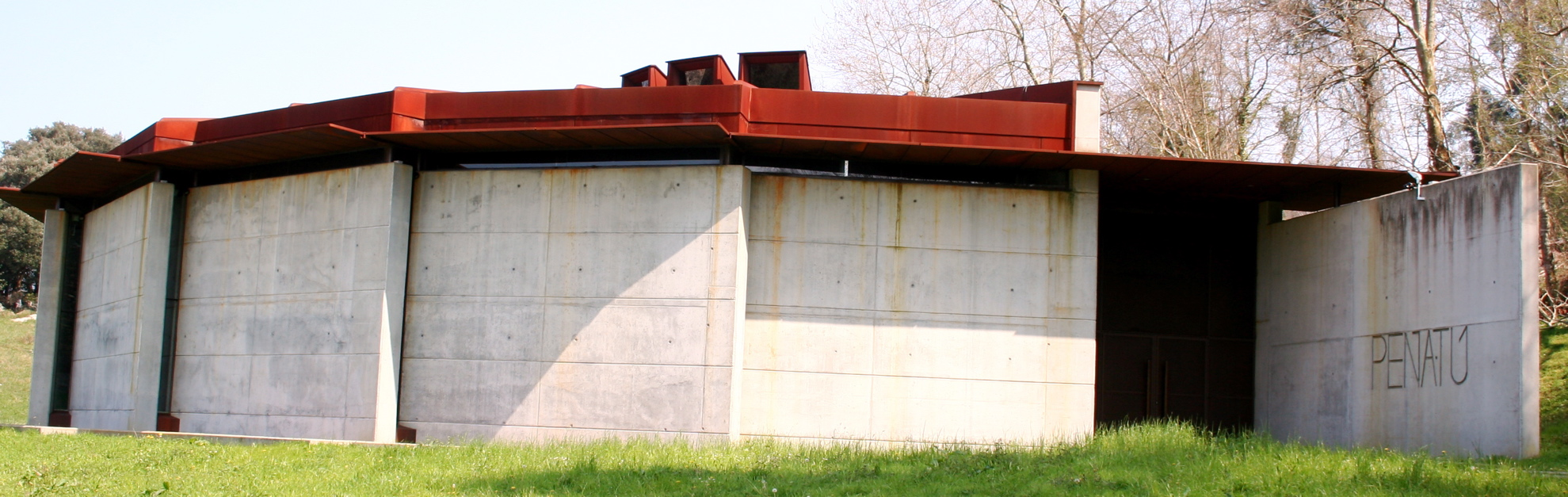
Edifico no qual se alberga o centro de interpretação